# The Rage (film, 2023)
Pour les articles homonymes, voir The Rage.
Pour plus de détails, voir Fiche technique et Distribution.
The Rage (titre original russe : Бешенство (Beshenstvo)) est un thriller russe réalisé par Dmitri Diatchenko, écrit par Alexey Kazakov et sorti en 2023,,.
Le scénario est basé sur l'histoire vraie de l'épidémie de rage qui s'est répandue chez les animaux sauvages dans l'oblast de l'Amour en 2019.  
Ce film est sorti en salles le 23 février 2023.

## Synopsis
Le film se déroule dans la taïga russe, où une épidémie de rage infecte les loups locaux, transformant la nature sauvage en un paysage mortel. Igor emmène son fils toxicomane, Vovka, dans un pavillon de chasse isolé, l'enchaînant à un mur dans le but de l'isoler de son habitude et de le rendre propre. Mais à mesure que les loups enragés se rapprochent, ils sont confrontés à des dangers de plus en plus grands. Après qu'un loup enragé se soit introduit dans la cabane, Igor le repousse et les autorités locales commencent à soupçonner qu'il retient son fils contre son gré. Alors que la tension monte, Igor, Vovka et le policier Abyzov sont contraints de fuir plus profondément dans la taïga, pour finalement affronter un ours enragé à l'aube.
Dans la lutte qui s'ensuit, Abyzov et Roman, un garde forestier, sont tués. Igor met le feu au lodge et se sacrifie pour repousser l'ours, réussissant à aider son fils à s'échapper. Vovka, profondément touché, promet d'arrêter définitivement la drogue. Dans les dernières scènes du film, Vovka, désormais sobre, se rend sur la tombe de son père avec sa femme, lui disant qu'il a changé de vie et qu'ils attendent un enfant.

## Fiche technique
- Titre original : Бешенство (Beshenstvo)
- Titre français : The Rage
- Réalisation : Dmitri Diatchenko
- Scénario : Alexey Kazakov
- Photographie :
- Montage :
- Musique :
- Production :
- Sociétés de production :
- Pays de production : Russie
- Langue originale : russe
- Format : couleur
- Genre : Thriller
- Durée :
- Dates de sortie[6] :
  - Russie : 2023

## Distribution
- Alexeï Serebriakov : Igor
- Vsevolod Volodin (ru) : Vladimir "Vovka", le fils d'Igor
- Evguéni Tkatchouk : policier Abyzov
- Georgy Dronov (ru) : Yuri "Yura" chez le paysan du village, l'ami d'Igor
- Anna Ukolova (ru) : Olga "Olya" Savchenko
- Kirill Polukhin (ru) : un chasseur
- Angelina Strechina : Barbara "Varya"
- Alexandre Oustiougov : Roman, un garde-chasse local
- Ivan Bychkov : « Mishka »
- Alexandre Boulatov : "Lyoshka"
- Aleksandr Borisov : major
- Aleksandr Korotkov : médecin urgentiste
- Irina Zubkova : la mère de Vovka

## Production
Le film est produit par Hype Film et Backup Copy avec le soutien du Cinema Fund. Hype Film a été créé en 2011 par Murad Osmann et Ilya Stewart, et le réalisateur est Dmitri Diatchenko, connu pour la trilogie cinématographique Le Dernier Chevalier et le film de 2023 Tchebourachka. Le tournage principal commence en janvier 2021 à Moscou et en décembre 2020  dans la république de l'Altaï, où une cabane d'hiver est spécialement construite. Le tournage a lieu dans des conditions de gel sévère. Les loups — qui étaient déjà apparus dans Game of Thrones — ont été amenés de Hongrie spécialement pour le tournage. Certaines scènes en extérieur sont tournées au Kamchatka, et plus tard tout le reste est tourné en studio,.

## Sortie
La première en Russie a lieu dans les cinémas du pays à partir du 23 février 2023, selon VLG. FILM.

## Récompenses et distinctions
- (en) The Rage: Awards, sur l'Internet Movie Database